# Pchu-tchuo (Šanghaj)
Městský obvod Pchu-tchuo (čínsky v českém přepisu Pchu-tchuo čchü, pchin-jinem Pǔtuó Qū, znaky zjednodušené 普陀区, tradiční 普陀區) je jeden z městských obvodů v Šanghaji, jednom z největších měst Čínské lidové republiky. Má rozlohu přibližně 55 čtverečních kilometrů a k roku 2010 v něm žilo bezmála 1,3 miliónu lidí.
Sousedící městské obvody jsou Ťia-ting na západě, Pao-šan na severu, Ťing-an na východě a Čchang-ning na jihu.
V Pchu-tchuu je historický kampus Východočínské pedagogické univerzity.